# Copidosomopsis trisegmentis
Copidosomopsis trisegmentis är en stekelart som beskrevs av Xu 2000. Copidosomopsis trisegmentis ingår i släktet Copidosomopsis och familjen sköldlussteklar. Inga underarter finns listade i Catalogue of Life.